# Rhynchogyna
Rhynchogyna är ett släkte av orkidéer. Rhynchogyna ingår i familjen orkidéer.
Kladogram enligt Catalogue of Life:
| Rhynchogyna | \| \| Rhynchogyna fallax \| \| \| \| \| \| Rhynchogyna luisifolia \| \| \| \| \| \| Rhynchogyna saccata \| \| \| \| |
|             | \| \| Rhynchogyna fallax \| \| \| \| \| \| Rhynchogyna luisifolia \| \| \| \| \| \| Rhynchogyna saccata \| \| \| \| |
|             | Rhynchogyna fallax                                                                                                  |
|             | |
|             | Rhynchogyna luisifolia                                                                                              |
|             | |
|             | Rhynchogyna saccata                                                                                                 |
|             | |